# Impossible Mission 2025
Impossible Mission 2025: The Special Edition est un jeu vidéo de plates-formes développé et édité par MicroProse sur Amiga et Amiga CD32 en 1994.
Il s'agit du troisième opus de la série Impossible Mission.

## Le jeu

### L'histoire
Le joueur incarne un agent secret chargé de stopper le professeur Elvin Atombender qui souhaite détruire le monde. Il doit ainsi pénétrer sa forteresse en se glissant entre les pièges et robots qui y sont disséminés, et l'arrêter.

### Principe
Impossible Mission 2025 est un jeu de plates-formes standard, le joueur se déplace au sein de la base du professeur à la recherche des informations qui lui permettront d'obtenir l'accès à la salle où se cache Atombender.
À la différence des deux précédents opus, l'action se déroule dans une seule et unique salle, et le joueur a le choix entre trois personnages :
- Tasha : une gymnaste
- Felix Fly : un agent secret
- RAM 2 : un androïde

## La série
- 1984 - Impossible Mission
- 1988 - Impossible Mission II
- 1994 - Impossible Mission 2025: The Special Edition